# Samuel Fischer (editor)

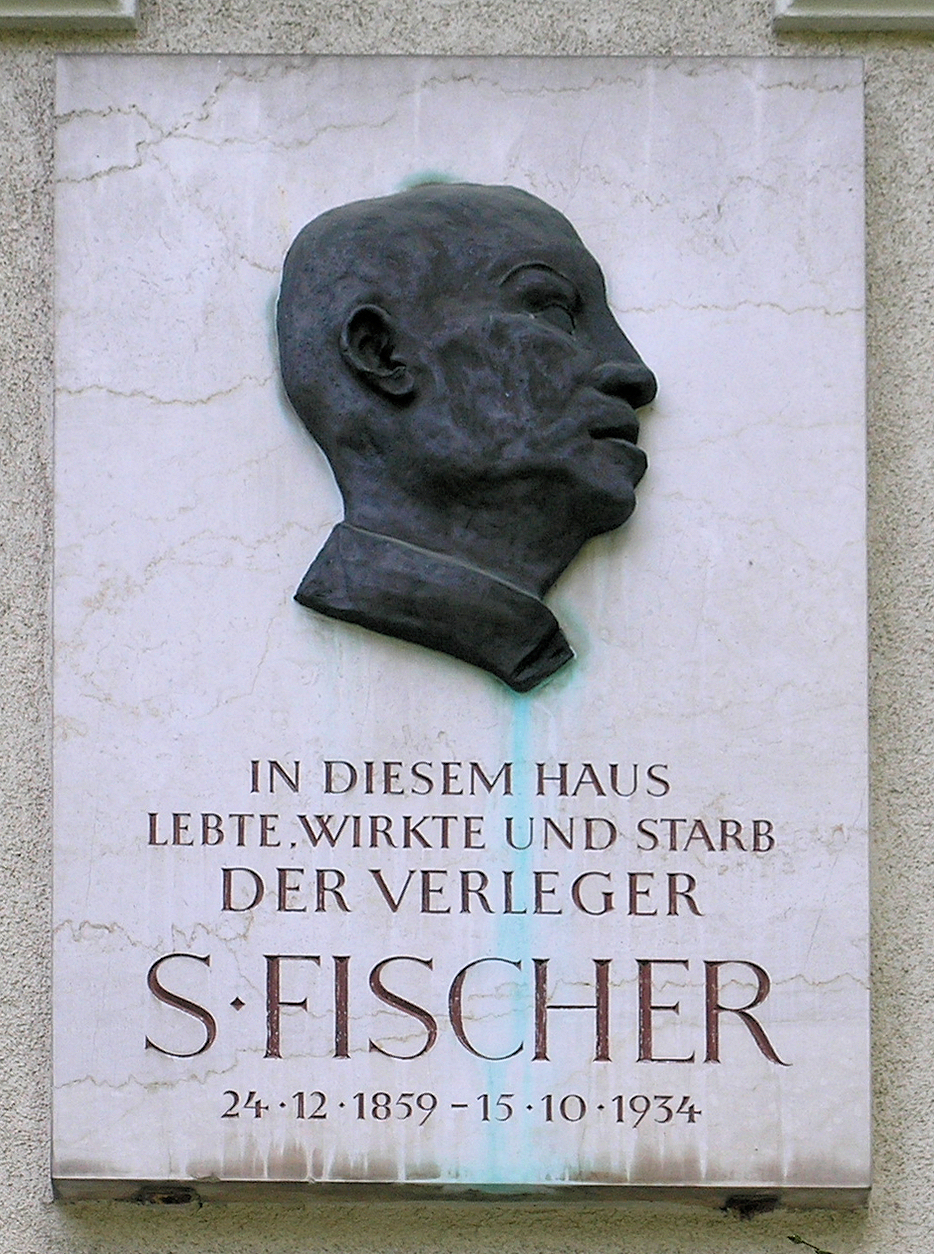
Placă memorială pe casa familiei Fischer din Erdener Straße 8, Berlin-Grunewald

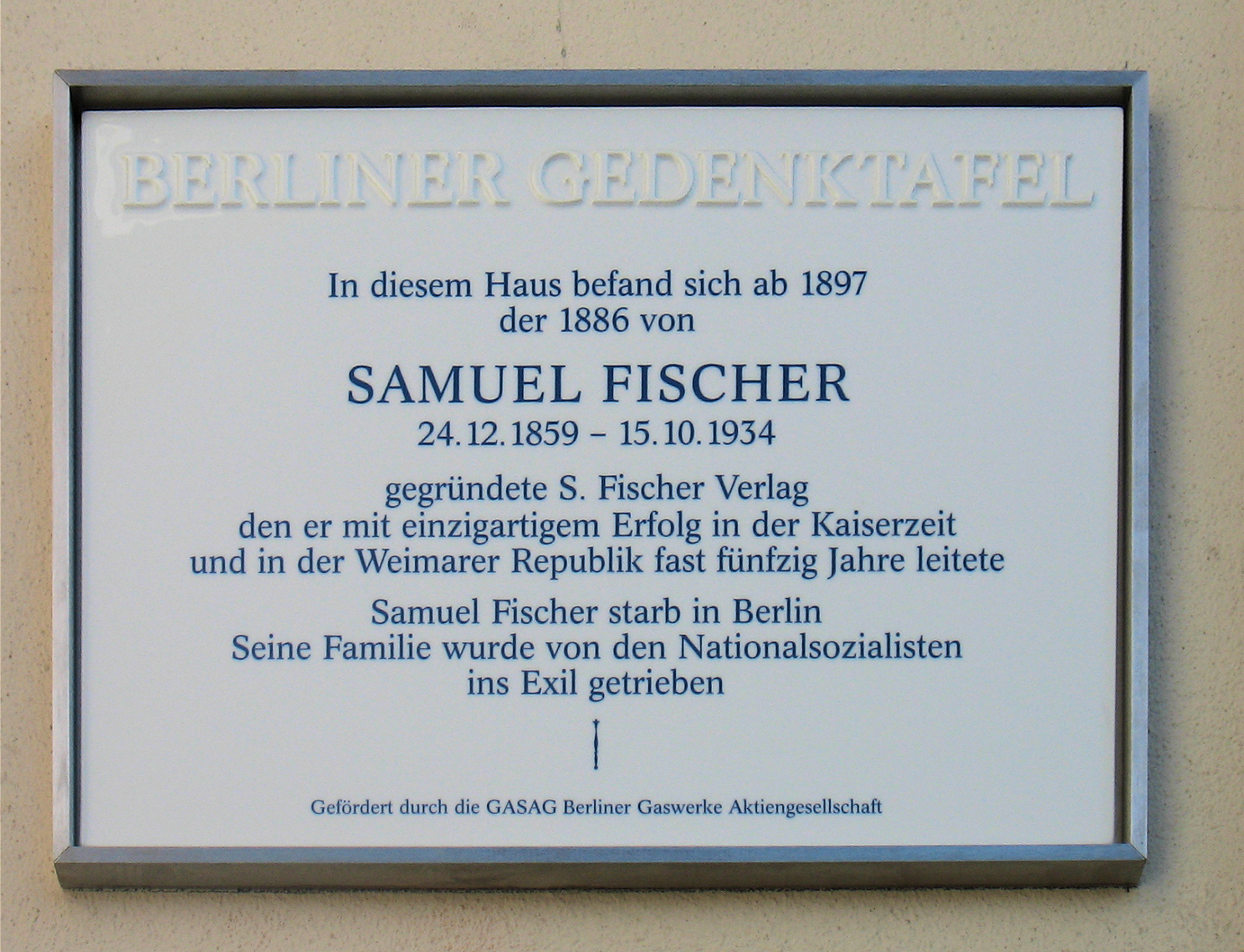
Placă memorială pe casa familiei Fischer din Bülowstraße 90, Berlin-Schöneberg

Samuel Fischer (n. 24 decembrie 1859, Liptó Szent Miklos/Ungaria, astăzi Liptovský Mikuláš/Slovacia - d. 15 octombrie 1934, Berlin) a fost unul dintre cei mai importanți editori din Germania. El era evreu, la fel ca și colegul său rival, Leopold Ullstein. A fondat în 1886 editura S. Fischer Verlag din Berlin, acum cu sediul în Frankfurt pe Main.

## Biografie
Samuel Fischer a fost al treilea dintre cei cinci copii ai negustorului Carl Fischer și ai soției sale, Minna, născută Ullmann. După ce și-a petrecut copilăria și tinerețea în Ungaria, Fischer a plecat în 1874, aproape fără niciun ban, la Viena pentru a urma acolo cursuri de ucenicie ca librar. A petrecut șase ani acolo, a lucrat ca jurnalist și a dobândit a dobândit cunoștințe comerciale la cursurile serale. În 1880 s-a stabilit în Berlin și a fost angajat ca ajutor de librar la Librăria Centrală a lui Hugo Steinitz. În septembrie 1883, Samuel Fischer a devenit partener în Hugo Steinitz & Co. Verlagsbuchhandlung din Friedrichstraße. În 1886 a fondat S. Fischer Verlag. În ianuarie 1887 a tipărit prima sa carte ce conținea piesa de teatru Rosmersholm a lui Henrik Ibsen.
În clubul de dezbateri literare, Fischer a avut ocazia să observe tendințele literare actuale. În acest cerc, el ar fi putut căuta viitoarele figuri proeminente ale literaturii realiste din Germania. Fischer totuși nu a făcut acest lucru și în schimb s-a orientat către un autor străin, mai puțin celebru la acea vreme,  ca Émile Zola. A tradus operele lui Tolstoi (drama Puterea întunericului) și Dostoievski (romanele Soțul etern, Jucătorul și Idiotul), autori ruși ale căror scrieri nu erau protejate de legea drepturilor de autor de la acea vreme. Fischer a jucat, astfel, un rol decisiv în promovarea literaturii marilor clasici ruși în țările vorbitoare de limba germană. Între anii 1887 și 1889, Fischer a continuat să se concentreze asupra teatrului. El a sprijinit cu fermitate înființarea asociației Freie Bühne, care a deschis noi perspective pentru editor.
În 1893 s-a căsătorit la Berlin cu Hedwig Landshoff (1871-1952), ce provenea dintr-o familie de negustori înstăriți. În 1894 s-a născut fiul lor, Gerhart, care a murit de tifos la scurt timp după împlinirea vârstei de 19 ani în 1913. În 1905 s-a născut Brigitte (d. 1991), care, după moartea tatălui, a continuat activitatea editorială împreună cu soțul ei, Gottfried Bermann Fischer (1897-1995). Cea de-a doua fiică (ilegitimă), Hildegard (1916-2005), a călătorit cu Brigitte în anii războiului mai întâi în Suedia, apoi în Statele Unite ale Americii, unde, printre altele, a lucrat ca secretară particulară a dirijorului Fritz Busch.
În 1898 au apărut operele complete ale lui Ibsen în zece volume. Fischer se întâlnise personal cu autorul în 1889 și a obținut dreptul de a edita scrierile lui Ibsen.
Printre autorii publicați în aceste prime două decenii s-au aflat, printre mulți alții, Gerhart Hauptmann, Arthur Schnitzler, Peter Altenberg, Herman Bang, Jakob Wassermann, Thomas Mann, Hugo von Hofmannsthal și Hermann Hesse. Editura și-a pus mari speranțe în Thomas Mann, căruia i s-a cerut să trimită mai multe manuscrise. Prima carte publicată a fost un volum de nuvele. Adevăratul succes a venit cu romanul Casa Buddenbrook. Fischer a avut inițial îndoieli cu privire la acest roman fluviu deoarece i se părea prea lung pentru a atrage atenția cititorilor. Cu toate acestea, Thomas Mann a făcut apel la conștiința literară a lui Fischer, astfel încât editorul a fost în cele din urmă de acord să publice romanul în 1901. Temerile lui Fischer păreau să se confirme la început; cu toate acestea, a doua ediție care a apărut în 1903 a fost un succes comercial.
O consecință imediată a declanșării Primului Război Mondial a fost întreruperea relațiilor externe ale editurii. Fischer a fost obligat să-și reducă producția. Ca majoritatea industriașilor germani, el spera într-o victorie germană. Dintr-un total de 176 de titluri publicate de Fischer între 1915 și 1918, aproape o treime era formată din literatură de război. În anii 1920 a apărut întrebarea cine ar trebui să preia administrarea editurii, deoarece editorul avea vârsta de 70 de ani. Fischer l-a desemnat pe Gottfried Bermann, care începuse să lucreze la editură începând din 1 octombrie 1925 și s-a căsătorit în 1927 cu fiica cea mare a editorului, Brigitte. Astfel a fost evitată vânzarea iminentă a editurii. Atribuțiile succesorului au fost extinse în mod constant, iar în 1928 Fischer Bermann a fost numit director general..
După preluarea puterii de către național-socialiști, materiale tipărite nedorite au fost confiscate, iar libertatea presei a fost restricționată. Au apărut discuții cu privire la viitorul editurii, iar decizia îi aparținea lui Samuel Fischer, care-și menținuse dreptul de a aproba unele măsuri, deși cedase practic conducerea afacerii lui Bermann Fischer. Fischer nu era de amenințarea politică la adresa editurii și de gravitatea declarațiilor antisemite.
Samuel Fischer a murit pe 15 octombrie 1934 în Berlin și a fost înmormântat în cimitirul evreiesc Berlin-Weißensee . După moartea lui Samuel Fischer editura a fost împărțită. Berman Fischer a părăsit Germania cu drepturile de publicare și cu lucrările deja tipărite ale unor autori nedoriți, în timp ce angajații rămași în Germania au continuat să lucreze la Berlin sub vechiul nume și o nouă direcție. Berman Fischer a emigrat mai întâi la Viena, apoi la Stockholm și, în cele din urmă, la New York.

## Plăci memoriale și mormânt

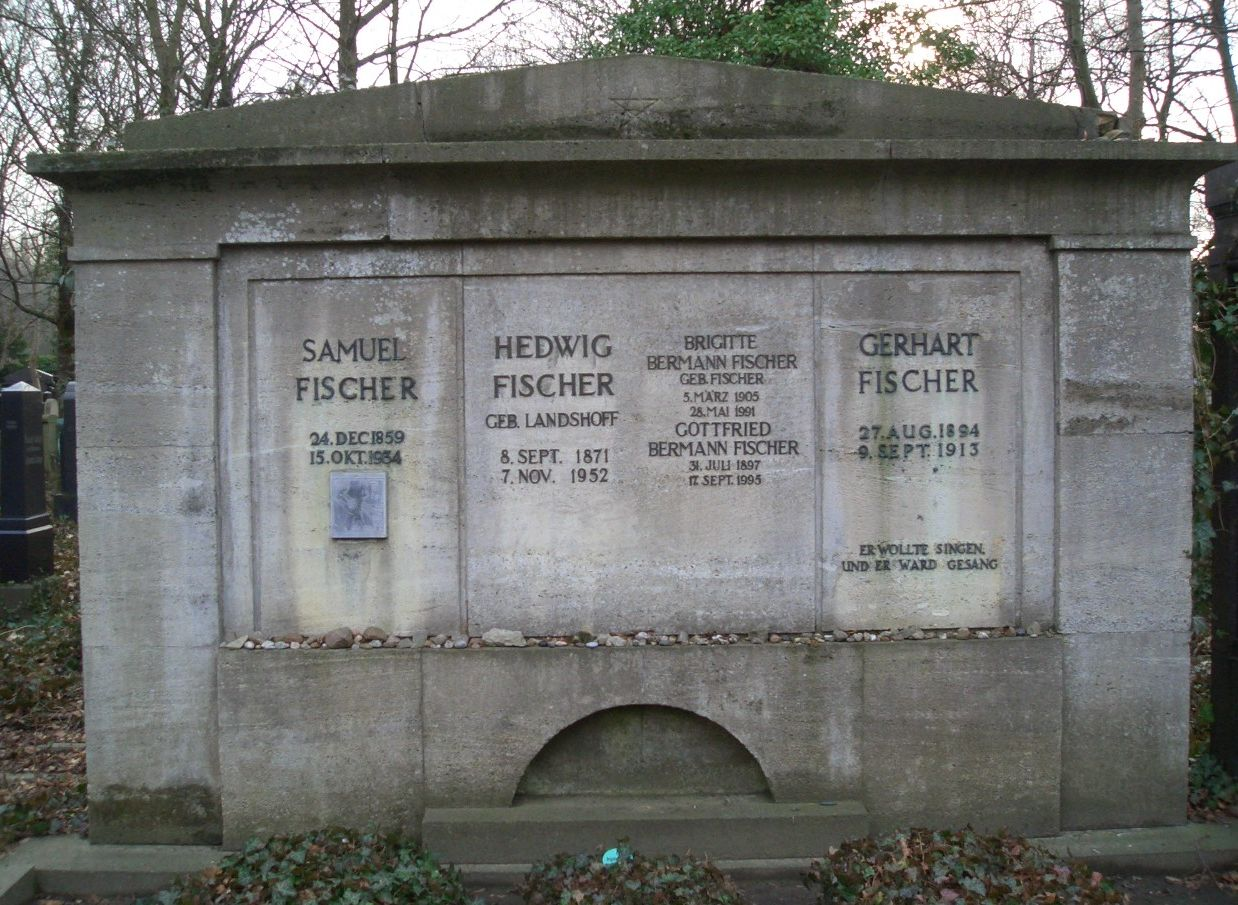
Mormântul familiei din cimitirul evreiesc Weißensee din Berlin

Pe clădirea din Erdener Straße 8 din cartierul Grunewald al Berlinului, în care familia Fischer a locuit începând din anul 1905, a fost amplasată o placă de marmură cu un portret în relief.
Pe clădirea din Bülowstraße 90 din cartierul Schöneberg al Berlinului, în care s-a aflat sediul S. Fischer Verlag, se află, de asemenea, o placă memorială.
El a achiziționat în anul 1904 un teren de la bancherul Hermann Rosenberg, un unchi al Katiei Mann. Arhitectul vilei a fost Hermann Muthesius.
Mormântul lui Samuel Fischer se află în cimitirul evreiesc din Berlin-Weißensee în parcela J4.